# 피로바쿨룸 네우트로필룸
피로바쿨룸 네우트로필룸은 피로바쿨룸속에 속하는 한 종이다.